# تپه گوی آلقاج
تپه گوی آلقاج مربوط به دوره اشکانیان - دوره ساسانیان است و در شهرستان میانه، روستای مددخان واقع شده و این اثر در تاریخ ۱۷ اسفند ۱۳۸۱ با شمارهٔ ثبت ۷۷۹۹ به‌عنوان یکی از آثار ملی ایران به ثبت رسیده است.